# Leiria
Leiria (portugisiskt uttal: [lɐjˈɾi.ɐ]
 ( lyssna)) är en stad och kommun i mellersta Portugal.
Staden har 50 200 invånare (2004) och är centralort i kommunen Leiria. Den ligger 132 km norr om Lissabon.
Kommunen har 126 884 invånare (2020) och en yta på 565.00 km². Den ingår i distriktet Leiria och den är också en del av den statistiska regionen Mellersta Portugal (Região Centro). Den består av 18 freguesias (kommundelar).

## Freguesias
Leiria är indelat i 18 freguesias:

- Amor
- Arrabal
- Bajouca
- Bidoeira de Cima
- Caranguejeira
- Coimbrão
- Colmeias e Memória
- Leiría, Pousos, Barreira e Cortes
- Maceira
- Marrazes e Barosa
- Milagres
- Monte Real e Carvide
- Monte Redondo e Carreira
- Parceiros e Azoia
- Regueira de Pontes
- Santa Catarina da Serra e Chainça
- Santa Eufémia e Boa Vista
- Souto da Carpalhosa e Ortigosa

## Ortnamnet
Namnet Leiria kommer ursprungligen från det förromerska toponymet Leirena.

## Vänorter
- Brasilien - Maringá
- Frankrike - Saint-Maur-des-Fossés
- Japan - Tokushima
- Portugal - Setúbal
- Spanien - Olivença
- Tyskland - Rheine
- England - Borough of Halton
- Kap Verde - São Filipe
- Kina - Tongling
- Moçambique - Nampula

## Bilder

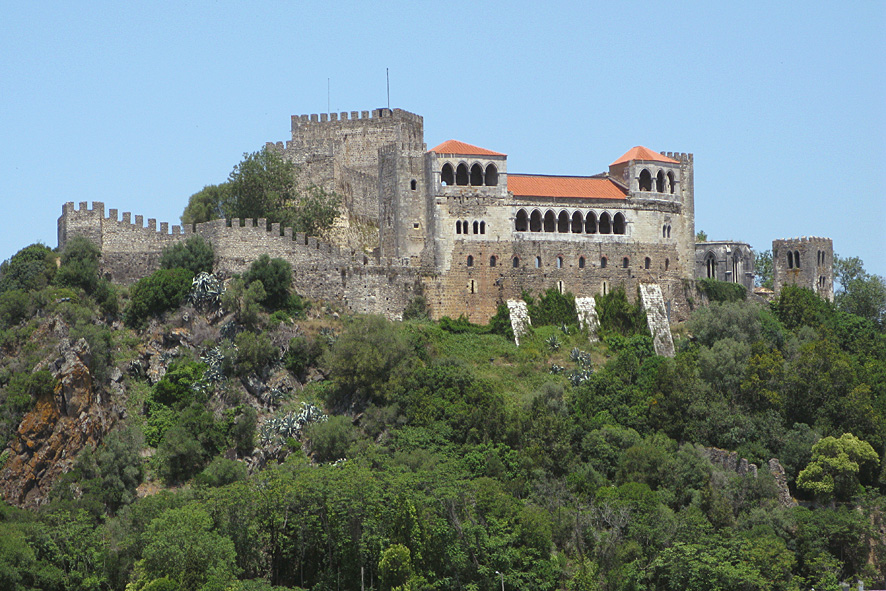
Borgen i Leiria
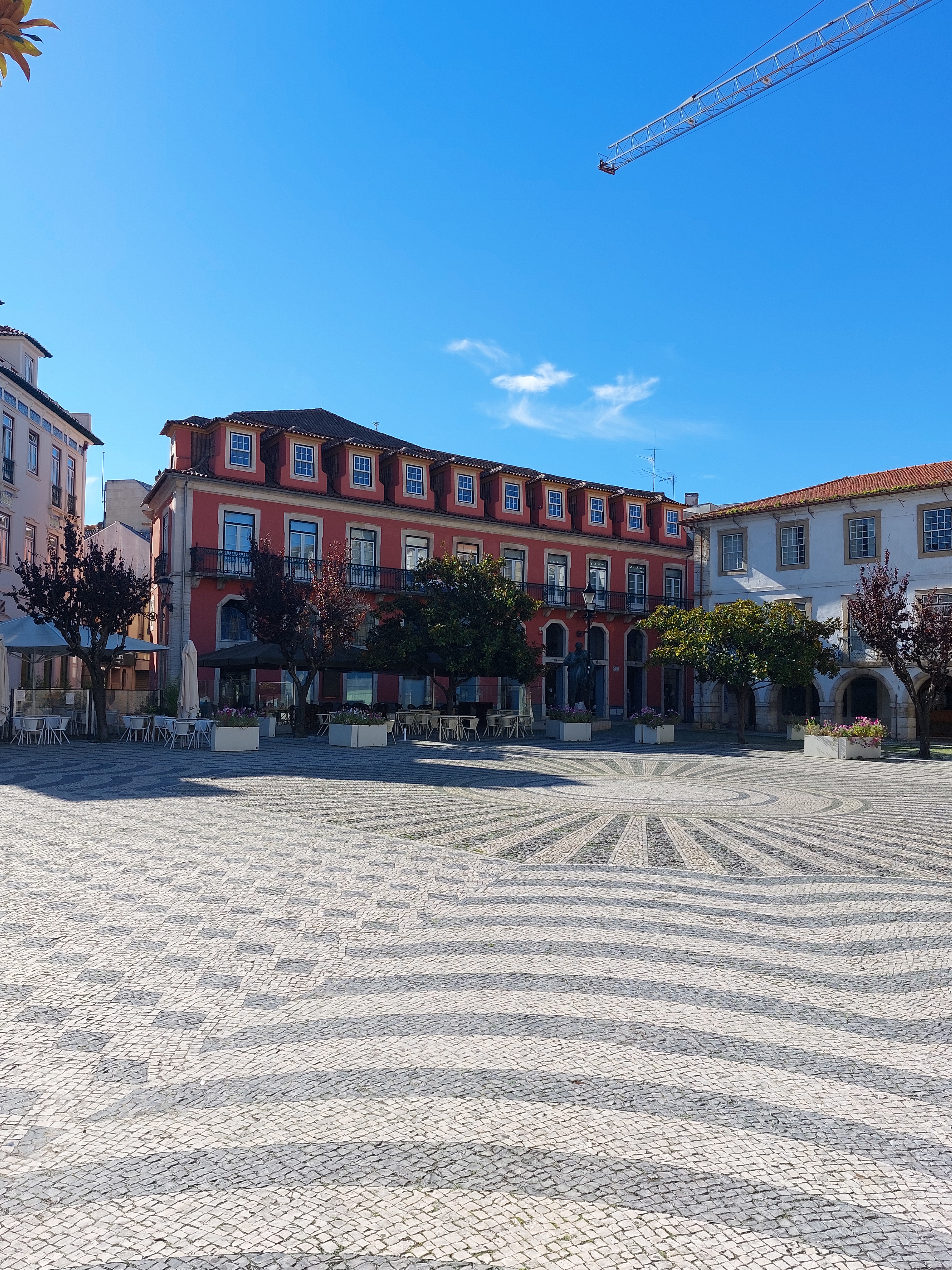
Torget Rodrigues Lobo i Leiria
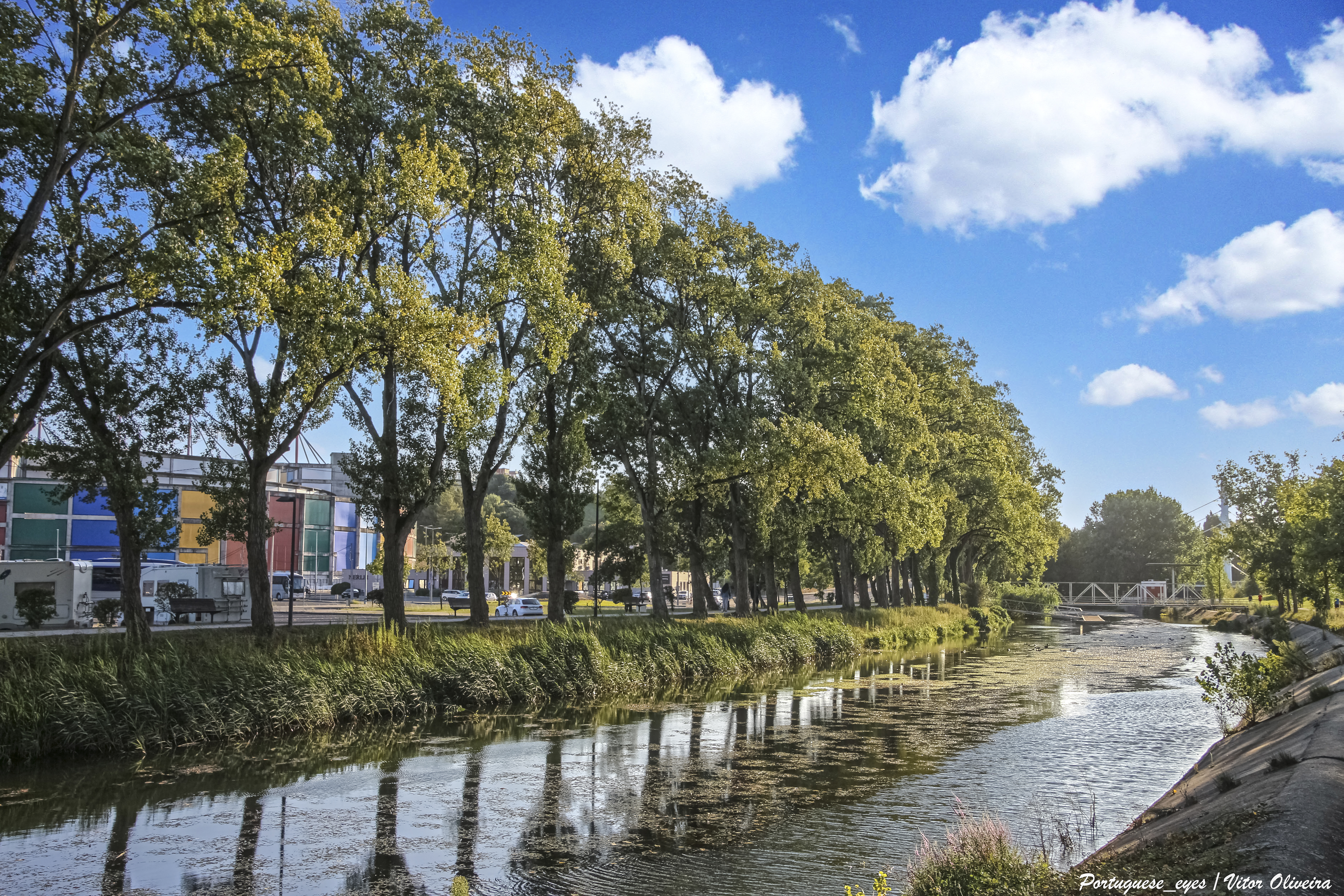
Floden Lis
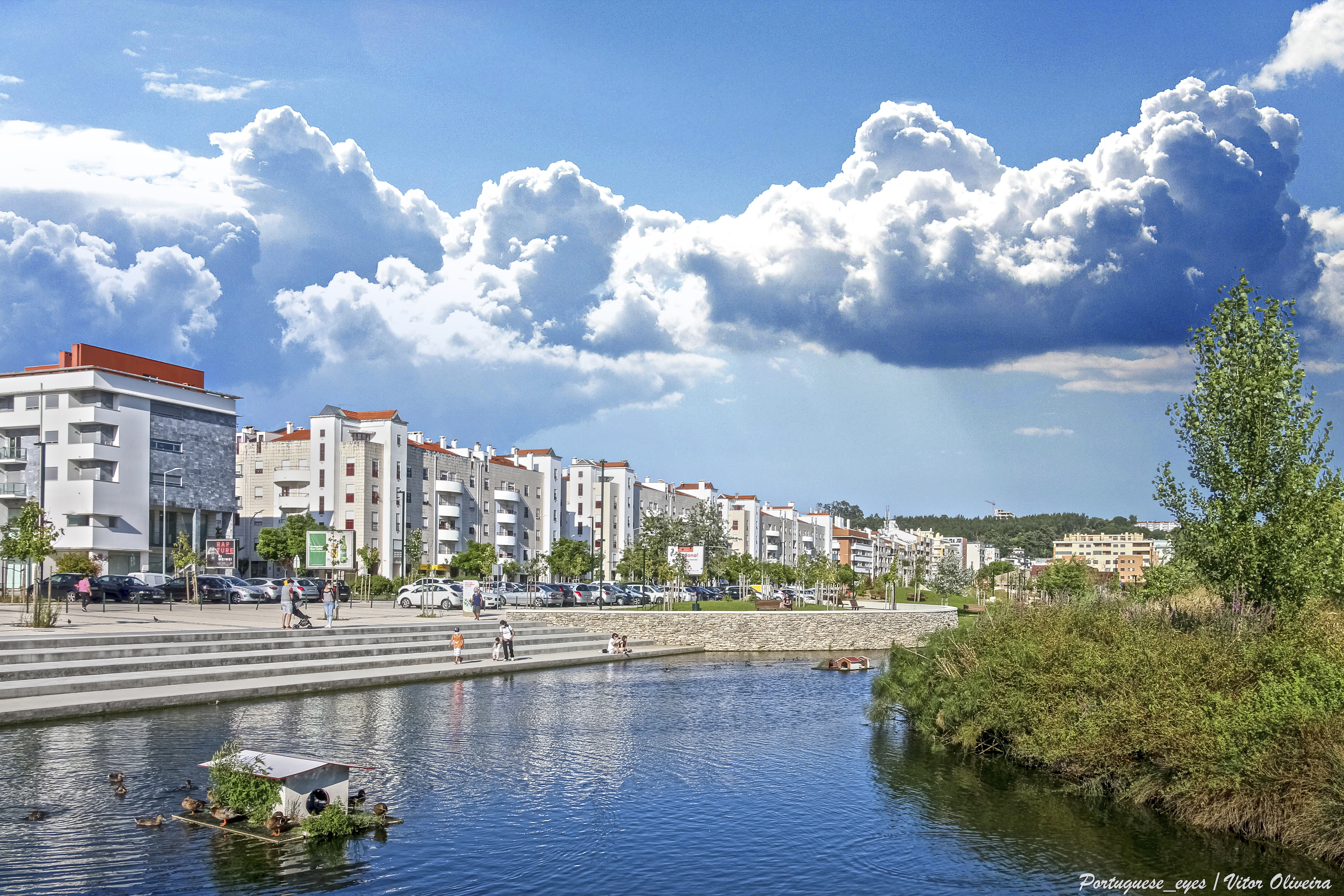
Parken Almuinha Grande
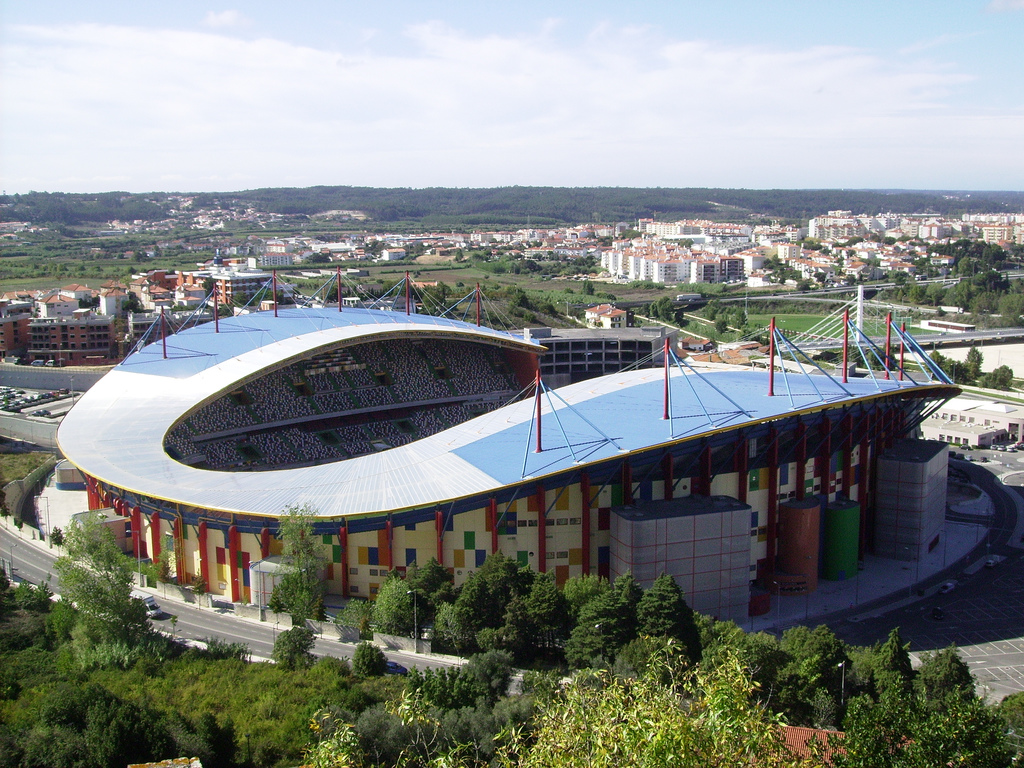
Fotbolls arena i Leiria